# Enric Cubas i Oliver
Enric Cubas i Oliver (Barcelona, 16 de juliol de 1886 - Barcelona, 10 d'abril de 1966) va ser un polígraf i escriptor català.

## Trajectòria
Enric Cubas va néixer al Passatge de la Pau de Barcelona, fill de Jerònim Cubas i Ramírez, natural de Barcelona, i de Joaquima Oliver i Rodríguez, de Sarrià.
Llicenciat en Filosofia i Lletres, va destacar per les seves activitats catalanistes i exercí com a professor d'història de Catalunya al CADCI. Durant el període Guerra Civil Espanyola, entre els anys 1936 i 1939, va formar part de l'equip del Servei de Patrimoni de la Generalitat de Catalunya, liderat per Agustí Duran i Sanpere, i col·laborà amb el Servei de Protecció dels Arxius Documentals, i després del 1939, a “Barcelona Divulgación Histórica” i al Museu Marítim de Barcelona. L'any 1940 la Comissió Gestora del Museu Marítim de Barcelona el va nomenar cap dels seus arxius. El 1945 va assolir el càrrec de conservador de l'entitat i l'abril de 1949 el de director, una funció que va desenvolupar fins a la seva jubilació definitiva l'any 1958.

## Publicacions
Entre les seves publicacions es troben articles en diverses revistes, uns Estudis de codificació catalana en 1809 (1911), el llibre de poemes Llibre nou (1918) i Epistolari d'Àngel Guimerà (1930).

## Fons Enric Cubas
A la Biblioteca de Catalunya es conserva part de la seva documentació personal i professional, tal com dietaris de l'activitat del Servei de Protecció d'arxius i documentació del Museu Marítim, correspondència rebuda i obra literària vinculada als Jocs florals de Vilapiscina (poesia, novel·la i teatre). Conté també documentació de l'Apostolat de Mar. El Museu Marítim de Barcelona també conté nombroses notes i còpies manuscrites de documents que va recollir d'altres institucions. La cronologia dels documents se situa en els anys en què exercí les tasques professionals al Museu Marítim.